# Prostemmiulus amazonicus
Prostemmiulus amazonicus är en mångfotingart som beskrevs av Jean-Paul Mauriès 1984. Prostemmiulus amazonicus ingår i släktet Prostemmiulus och familjen Stemmiulidae. Inga underarter finns listade i Catalogue of Life.